# Романова, Татьяна Флоровна
Татья́на Фло́ровна Рома́нова ― российская корякская артиста, танцовщица. Заслуженная артистка РСФСР (1983). Народная артистка Российской Федерации (2000), солистка Корякского национального ансамбля «Мэнго» (1969―1997).

## Биография
Родилась 15 января 1953 года в селе Морошечное, Тигильский район, Камчатская область, РСФСР.
В 1969 году стала артисткой балета корякского национального ансамбля «Мэнго» Корякского окружного отдела культуры. Татьяна Романова в одном из интервью вспоминает о том, как попала в ансамбль:

Судьба моя решилась просто. Иду я с утренней дойки, а меня встречают мои дядьки и говорят: «Собирайся, поедешь в Палану, в ансамбле танцевать будешь». В этот же день я собрала вещи и улетела. У нас было принято старших слушать. Мне и в голову не приходило сказать, что я не поеду. Хотя страху я поначалу натерпелась. Все незнакомые, в классе в этом черном трико скачут! Я боялась, что не справлюсь, что не получится у меня так красиво танцевать. Первое время на сцене коленки тряслись. Да, честно говоря, и когда уже стала опытной, все равно тряслись. Но сцену я полюбила всей душой.— 
В 1975 году стала работать методистом агиткультбригады окружного отдела культуры Камчатской области. В 1977 году вернулась в балет корякского национального ансамбля «Мэнго».
В 1980 году окончила Хабаровский государственный институт культуры по специальности «Культурно-просветительская работа». С 1984 по 1987 год была руководителем танцевального ансамбля Дома культуры железнодорожников станции Черновцы, Львовская область, Украинская ССР.
В 1987 году вернулась на родину, выступала артисткой балета высшей категории корякского национального ансамбля «Мэнго». Уйдя со сцены, с 1997 по 2002 год работала директором-распорядителем Государственного академического корякского национального ансамбля «Мэнго».
В 2002 году была избрана  депутатом Совета народных депутатов Камчатской области, где работала заместителем председателя комитета, председателем комитета по взаимодействию и сотрудничеству Камчатской области и Корякского автономного округа.
С 2007 по 2011 год Романова была депутатом Законодательного Собрания Камчатского края первого созыва, председателем комитета по вопросам коренных малочисленных народов Севера, Сибири и Дальнего Востока.
2012―2016 год – депутат Законодательного Собрания Камчатского края второго созыва, заместитель председателя постоянного комитета по вопросам государственного строительства, местного самоуправления и гармонизации межнациональных отношений;
В 2016 году Татьяна Романова в третий раз была избрана депутатом Законодательного Собрания Камчатского края, где занимала пост заместителя председателя постоянного комитета по вопросам государственного строительства, местного самоуправления и гармонизации межнациональных отношений.
19 сентября 2021 года избрана депутатом Законодательного Собрания Камчатского края четвертого созыва, председатель постоянного комитета Законодательного Собрания Камчатского края четвертого созыва по социальной политике.
За большие заслуги в области искусства Татьяна Флоровна Романова была удостоена почётного звания «Народная артистка Российской Федерации».